# Candida tolerans
Candida tolerans är en svampart som beskrevs av Lachance, J.M. Bowles, Starmer & J.S.F. Barker 1999. Candida tolerans ingår i släktet Candida, ordningen Saccharomycetales, klassen Saccharomycetes, divisionen sporsäcksvampar och riket svampar.   Inga underarter finns listade i Catalogue of Life.